# T-72M4 CZ主力戰車
T-72M4 CZ是捷克將授權生產的蘇聯T-72主力戰車進行本土現代化工程的主力戰車。這款戰車的唯一用戶是捷克陸軍。共有30輛T-72M4 CZ於2003年至2006年間被製造出來。它的主要武裝是一門125毫米2A46M滑膛炮。乘員共有三人，分別為車長、炮手以及駕駛。道路上的最大速度可達每小時61公里，越野時也可達到每小時44公里。這款戰車被歸類為第三代主力戰車。目前共有30輛於捷克陸軍內服役。

## 簡介
1994年捷克政府批准了將現役T-72M1戰車進行現代化工程的研發計畫，該計畫最後由位在新伊欽的025車輛維修廠得標。車型基礎是T-72M1戰車的底盤搭配T-72M戰車的砲塔，並進行深度翻修現代化改裝工程。該工程更換了原先T-72M戰車的90%零件。
該計畫最後產製了兩輛原型車，P1原型車稱為T-72M3，1996年出廠、P2原型車稱為T-72M4，1997年出廠，兩輛原型車都大幅導入了西歐廠商生產的戰車射控系統提升T-72的作戰效率，不同處在引擎，M3CZ保留了原裝V-46-6柴油引擎，但是將增壓器更換為2具渦輪增壓器使引擎輸出增加到1,000匹馬力。M4CZ則購入換用在挑戰者1式戰車上配備的英國帕金斯禿鷹引擎，動力大幅升級到1,200匹馬力。但是在1990年代因為歐洲態勢趨於和平，保留大量的傳統武力顯得不合時宜，而後在1990年代末捷克成功加入北大西洋公約組織，國防安全壓力下降後對於主力戰車的更新預算又再度縮編，加上西方廠商對於射控系統的報價讓捷克政府難以負荷，因此原定更新353輛主力戰車的計畫先是削減成140輛，最後只給予了33輛的升級預算。
之所以不稱為T-72M2，是因為該代號原先在捷克斯洛伐克共和國時代已經開始執行，最後被斯洛伐克共和國繼承，成為T-72M2Moderna。因此M2這代號便被跳號處理。
在2003年，T-72M4CZ開始進行改裝，最後通過的預算僅有27輛，每輛升級預算平均1.5億捷克克朗（等同當時的680萬美元），與該批工程同時進行的現代化套件包括了3具KMT-72M4除雷犁、3具NBZ-90反地雷裝置、3輛尾掛的VO-72M4排雷爆導索發射車等，總價49.53億捷克克朗。改裝工程在2003年至2006年進行。為了指揮需求捷克國防部追加了3輛指揮戰車的改良訂單，這3輛戰車因為加裝第二部無線電以及對應的指揮系統，單車價格增加至4.71億捷克克朗。
T-72M4CZ的動力包是以色列NIMDA集團為了此案提交的客製化套件，搭配了帶渦輪增壓器的英國製禿鷹柴油引擎與美國艾利森XTG-411-6自動變速箱，引擎出力達1,000匹馬力，動力包還附掛了以色列NPP-2000-1型補助動力裝置降低待機狀態的油耗需求。此動力包為T-72M4CZ帶來的最大優勢是越野時速以及倒車速度均大幅提升。
射控硬體換裝義大利製TURMS-T觀測與瞄準裝置，該系統為C1公羊式主力戰車所用，有效開火距離為2,000公尺，並具有4,000公尺夜間搜索能力的熱影像顯示儀。但T-72M原先配備的2E48M炮身穩定系統並未拆除，也未與TURMS-T進行連線，因此T-72M4CZ仍未構連出整套完整的中央火控系統。但即便如此，在2,000公尺的射擊命中率仍較以往的T-72M大幅提升。戰車指揮加裝了MMCDU（車長用動態地圖顯示器），使基層戰車指揮官可以在數位電子地圖上得到排級的戰術態勢資訊，排之間的連線則由RF-1350無線電確保。除此之外戰車也裝了GPS定位裝置提供MMDSU基礎地理資料。此外，捷克採購了由以色列IMI開發的鎢芯尾翼穩定脫殼穿甲彈與搭配新配方的可燃式發射藥筒，該炮彈在2,000公尺距離可穿透500公釐以上的均質鋼裝甲板，表現上較它國的T-72M1系列改良型更好。
防護力精進上，捷克換用了國內自研的DYNA-72反應裝甲，搭配波蘭開發的SDIO PCO雷射警告器與兩組六連裝DGO-1煙幕彈發射器，並換裝德國製自動滅火與防爆裝置，提升戰車對抗成形裝藥彈頭與雷射導引反戰車飛彈的生存性。
雖然捷克曾試圖將此型號推銷，但因為其造價偏高，故無國外買家青睞。

## 衍生型號
- VT-72M4 CZ－為捷克陸軍研製的裝甲回收車，使用T-72M4 CZ的底盤。

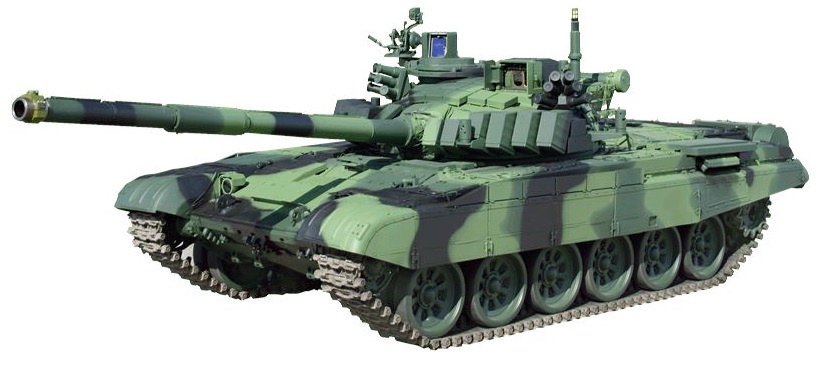
T-72M4 CZ 065主力戰車。

## 註記
1. ↑  .   [24 April 2015]. （原始内容存档于2015-10-05）.

## 外部連結
- T-72M4 CZ main battle tank（页面存档备份，存于）
- T-72M3/4 CZ（页面存档备份，存于）

| 论 编 | 二戰後歐洲裝甲戰鬥車輛 |